# Alessandro Altobelli
Alessandro „Spillo“ Altobelli (* 28. November 1955 in Sonnino (LT), Italien) ist ein ehemaliger italienischer Fußballspieler. Wegen seines drahtigen und schlanken Körperbaus gaben ihm die Tifosi den Spitznamen „Spillo“, was auf Deutsch „Nadel“ bedeutet.

## Karriere

### Im Verein
Der Mittelstürmer Altobelli begann seine Profikarriere 1973 bei US Latina und wurde nach seinem Wechsel 1977 zu Inter Mailand zu einem der großen Stars dieser Mannschaft bis 1988. Danach ließ er seine Karriere mit einer Saison bei Juventus Turin und einer Saison bei Brescia Calcio ausklingen. 
Für Inter spielte er 466 Spiele und erzielte dabei 209 Tore (davon 128 Tore bei 317 Serie-A-Spielen). Damit ist er nach Giuseppe Meazza der erfolgreichste Torschütze des Vereins. Im Italienischen Pokalwettbewerb und im Europacup ist Altobelli Rekordtorschütze der Nerazzurri.

### In der Nationalmannschaft
Für Italiens Fußballnationalmannschaft spielte er bei der Fußball-Europameisterschaft 1980, wurde Weltmeister bei der Fußball-Weltmeisterschaft 1982 in Spanien, wobei er beim 3:1-Finalsieg gegen Deutschland das 3:0 erzielte, und schoss vier von fünf italienischen Toren (wobei das fünfte Tor ein Eigentor von Südkorea war) bei der Fußball-Weltmeisterschaft 1986 in Mexiko. Seine internationale Karriere beendete er bei der Fußball-Europameisterschaft 1988 in Deutschland.

## Erfolge

### Nationalmannschaft
- Weltmeister: 1982

### Inter Mailand
- Italienische Meisterschaft: 1979/80
- Coppa Italia: 1977/78, 1981/82

### Persönliche Erfolge
- Torschützenkönig des Europapokals der Pokalsieger: 1978/79
- Torschützenkönig der Coppa Italia: 1982

## Trivia
Aufgrund Altobellis sportlichen Leistungen wurde „Altobelli!“ zu einem verbreiteten Ausdruck der Verwunderung im deutschen Sprachraum.